# Утакмице фудбалске репрезентације Мађарске 2024.
Ово је чланак о утакмицама мађарске фудбалске репрезентације 2024. Репрезентација је у групи А на Европском првенству 2024. Пред Европско првенство играју се четири припремне утакмице, две крајем марта и две почетком јуна. После Еура следи шест утакмица у УЕФА Лиги нација 2024/25.

## Утакмице
Победа
  Нерешено
  Пораз
„Датуми и време су по мађарском времену, ако је време по неком другом локалном времену онда је у загради додата разлика.”
| Мађарска           | 1 : 0    | Турска |
| ------------------ | -------- | ------ |
| Собослаи 48’ (пен) | Извештај |        |

| Мађарска                | 2 : 0    | Косово |
| ----------------------- | -------- | ------ |
| Собослаи 58’ Ж. Нађ 86’ | Извештај |        |

| Република Ирска            | 2 : 1    | Мађарска |
| -------------------------- | -------- | -------- |
| А. Идах 36’ Т. Перот 90+2’ | Извештај | Ланг 40’ |

| Мађарска                 | 3 : 0    | Израел |
| ------------------------ | -------- | ------ |
| Шалаи 11’ Варга 19’, 22’ | Извештај |        |

| ЕП 2024. |
| -------- |

| Мађарска  | 1 : 3    | Швајцарска                          |
| --------- | -------- | ----------------------------------- |
| Варга 66’ | Извештај | Дуа 12’ · Ебишер 45’ · Емболо 90+3’ |

| Немачка                     | 2 : 0    | Мађарска |
| --------------------------- | -------- | -------- |
| Мусијала 22’ · Гундоган 67’ | Извештај |          |

| Шкотска | 0 : 1    | Мађарска     |
| ------- | -------- | ------------ |
|         | Извештај | Чобот 90+10’ |

|  |  |  |  |  |  |  |  |  |

| Немачка                                                                  | 5 : 0    | Мађарска |
| ------------------------------------------------------------------------ | -------- | -------- |
| Филкруг 27’ · Мусијала 58’ · Вирц 66’ · Павловић 77’ · Хаверц 81’ (пен.) | Извештај |          |

| Мађарска | 0 : 0    | Босна и Херцеговина |
| -------- | -------- | ------------------- |
|          | Извештај |                     |

| Мађарска  | 1 : 1    | Холандија      |
| --------- | -------- | -------------- |
| Шалаи 32’ | Извештај | Д, Дамфрис 83’ |

| Босна и Херцеговина | 0 : 2    | Мађарска                 |
| ------------------- | -------- | ------------------------ |
|                     | Извештај | Собослаи 38’, 50’ (пен.) |

| Холандија                                                                | 4 : 0    | Мађарска |
| ------------------------------------------------------------------------ | -------- | -------- |
| Вегхорст 21’ (пен.) · Гакпо 45+12’ (пен.) · Дамфрис 64’ · Копмајнерс 86’ | Извештај |          |

| Мађарска              | 1 : 1    | Немачка   |
| --------------------- | -------- | --------- |
| Собослаи 90+9’ (пен.) | Извештај | Нмеча 76’ |

| Претходна година: 2023. | Утакмице фудбалске репрезентације Мађарске 2024. | Наредна година: 2025. |

## Голгетери у 2024.
| Домаћин | Гост |

| - Доминик Собослаи - Жолт Нађ - Адам Ланг - Роланд Шалаи - Барнабаш Варга |

## Белешка
1. ↑  Деби Мартона Дардаија (Хертха БСЦ) за Мађарску.
2. ↑  Деби Џан Узуна (Нирнберг) за Турску.
3. ↑  Званични капацитет стадиона је 58.000 (седење УЕФА), међутим пуштено је више карата у продају (МЛС)
4. ↑  Деби Атиле Мочија (Чајкур Ризеспор) за Мађарску.
5. ↑  Педесета међународна утакмица Ласло Клеинхеислера (ХНК Хајдук Сплит) за Мађарску.
6. ↑  Деби Данијела Гере (Диошђер ВТК) за Мађарску.